# Smile (Morgan Wallen)
Smile è un singolo del cantante country statunitense Morgan Wallen, pubblicato il 31 dicembre 2024 come terzo estratto dal quarto album in studio I'm the Problem.

## Promozione e pubblicazione
Il 7 agosto 2024 Wallen aveva pubblicato un post sul suo account ufficiale Instagram, contenente l'audio di una canzone, all'epoca ancora sprovvista di titolo e che poi si sarebbe rivelata essere Smile. Sulla falsariga di quanto fatto per i precedenti singoli, Wallen non divulgò nessuna informazione riguardo al brano o ad una possibile data di pubblicazione del brano, tanto che gli ascoltatori online, non conoscendo il titolo ufficiale, si riferivano alla canzone utilizzando il nome Good to See You Smile. La canzone è stata, infine, pubblicata a sorpresa il 31 dicembre 2024.

## Descrizione
Smile continua la narrativa già precedentemente attuata nei brani Lies Lies Lies e Love Somebody, in quanto l'artista racconta dei "piccoli momenti e dei desideri della vita". Wallen riflette sui momenti più belli di una precedente relazione ormai finita e, nel brano, enfatizza quanto adorasse vedere la sua amata sorridere.

## Classifiche
| Classifica (2024) | Posizione massima |
| ----------------- | ----------------- |
| Australia         | 36                |
| Canada            | 11                |
| Irlanda           | 46                |
| Norvegia          | 24                |
| Regno Unito       | 52                |
| Stati Uniti       | 4                 |
| Svezia            | 51                |